# Lyse nætter
De lyse nætter er betegnelsen for nætterne i den periode, hvor solen ved midnat står mindre end 18° under horisonten (også kaldet astronomisk tusmørke), sådan at aftenskumringen går over i morgendæmringen uden en egentlig nat imellem.
I København varer de lyse nætter fra ca. 5. maj til ca. 8. august med den største lysstyrke ved sommersolhverv omkring den 21. juni, hvor solen står kun 11° under horisonten. Virkeligt lyse nætter, hvor det ikke bliver mørkt i zenit, begynder (ved sommersolhverv) først på nordlige breddegrader omkring 58-59°, hvor det ikke kun er lyst i nord, men over hele himlen. Forskellen mellem fx København og Oslo eller Stockholm er meget tydelig. Hvis det er en overskyet nat den 21. juni, bliver det helt mørkt i København, men ikke i Oslo.

## Ekstern henvisning
- DMI's forklaring på fænomenet Arkiveret 15. marts 2018 hos  Wayback Machine